# Шернуби, Иссам
Иссам Шернуби (род. 17 декабря 1987) — марокканский тхэквондист, участник Олимпийских игр 2012 года от команды Марокко.

## Карьера
В мае 2011 года Шернуби стал бронзовым призёром чемпионата мира в южнокорейском Кёнджу. В 2012 году на Олимпийских играх в Лондоне соревновался в весовой категории до 80 кг. Однако Иссам проиграл на первом же этапе афганцу Несару Бахави со счетом 3:4.
В 2014 году стал серебряным призёром чемпионата Африки в Тунисе, уступив в финале тхэквондисту Чеик Саллах Сиссе из Кот-д’Ивуара.